# Echinocardium connectens
Echinocardium connectens is een zee-egel uit de familie Loveniidae.
De wetenschappelijke naam van de soort werd in 1933 gepubliceerd door Theodor Mortensen.